# Brug 558
Brug 558 in een bouwkundig kunstwerk in het Amsterdamse Bos. Het Amsterdamse Bos maakt deel uit van de gemeente Amstelveen, maar wordt beheerd door de gemeente Amsterdam.
Bij de aanleg van het Amsterdamse Bos werd aan architect Piet Kramer van de Dienst der Publieke Werken gevraagd bruggen te ontwerpen. Hij kwam rond 1938 met bruggen in de categorieën houten en stenen bruggen. Binnen die categorieën varieerde hij vanuit een basis ontwerp. Deze brug van circa 16 meter lengte valt in de eerste categorie, maar ze is pas rond 1953 gebouwd. De brug maakt met brug 559 (direct naast 558), brug 560 en brug 562 deel uit van een ensemble; lijken sterk op elkaar, maar zijn alle verschillend.
In 1999 werden alle bruggen in het Amsterdamse Bos door MTD Landschapsarchitecten in opdracht van de gemeente onderzocht op hun cultureel belang. Geconstateerd werd dat de brug een identiteitsdrager was binnen de bosbruggen en daarmee een topbrug was uit het oeuvre van Kramer. Wel viel op dat deze brug ten opzichte van haar (niet gelijkende) tweeling brug 559 minder attractief is uitgevoerd. De witgele enigszins vale kleurstelling van de brug met slechts hier en daar een rood en blauw accent is minder opvallend dan de overwegend groene kleur van 559.
De gemeente Amstelveen deed ook onderzoek om te kijken of de brug, net als meerdere bruggen in het bos, beschermd moest worden door de status gemeentelijk monument. Het onderzoek vertaalde de ligging van de brug naar de vorm van de brug. Brug 558 ligt namelijk in een rechthoekig ingericht deel van het bos. De vier bruggen vormen daarin een speelser element Dit is terug te vinden in de enigszins naar buitenstaande balustraden en de uitwaaiering op de landhoofden. Voorts leek Kramer de vorm van de brug dimensionaal aangepast te hebben. De brug is op het oog te smal voor haar lengte. Kramer kwam hier met een hellende voetbrug met in het midden een knik, de zogenaamde kepervorm. De brug begint al voordat het talud overgaan in water. In het midden van het water staan de brugpijlers met daarop een juk, die samen met de landhoofden de stalen liggers dragen. Op de stalen liggers liggen de houten planken, hout is sowieso hier goed vertegenwoordigd. Borstweringen, balustrades en leuningen zijn uitgevoerd in bewerkte hout.

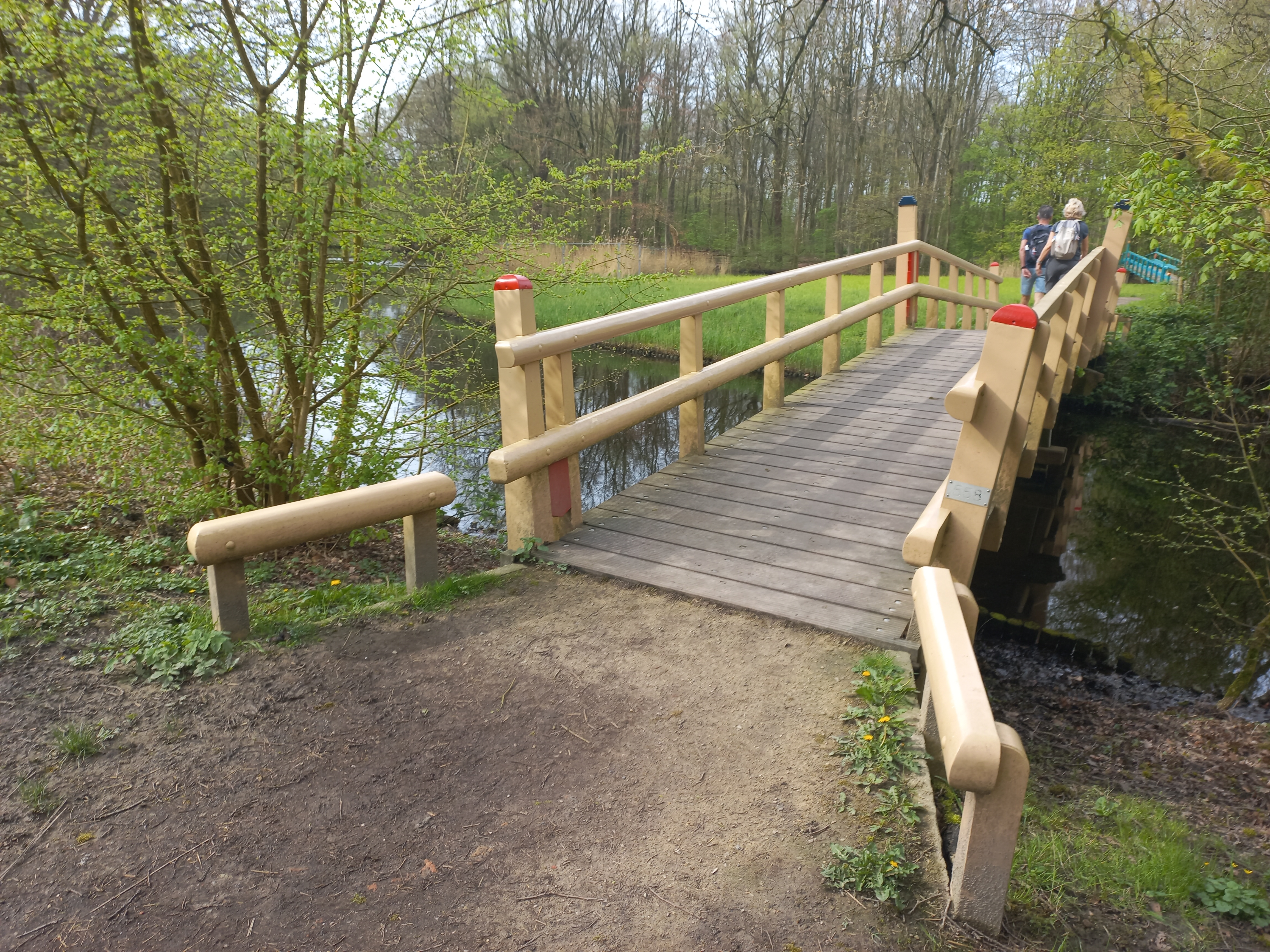
Brug 558 met wijkende balustrades en uitwaaierende borstweringen (april 2024)

<<< · 500 · 501 ·  503 · 504 · 505 · 506 · 507 · 508 · 509 · 510 · 511 · 512 · 513 · 514 · 515 · 516 · 517 · 518 · 519 · 520 · 521 · 522 · 523 · 525 · 526 · 527 · 528 · 530 · 531 · 532 · 533 · 534 · 535 · 536 · 537 · 538 · 539 · 540 · 541 · 542 · 543 · 544 · 545 · 546 · 547 · 548 · 549 · 550 · 551 · 552 · 553 · 554 · 555 · 556 · 557 · 558 · 559 · 560 · 561 · 562 · 563 · 564 · 565 · 566 · 567 · 569 · 571 · 572 · 573 · 575 · 577 · 578 · 580 · 581 · 582 · 583 · 584 · 586 · 587 · 589 · 590 · 591 · 592 · 593 · 594 · >>>
Brugnummers 502, 524, 529, 568, 570, 574, 576, 579, 585, 588, 595, 596, 597, 598, 599 zijn niet (meer) vergeven.